# Tatiele de Carvalho
Tatiele de Carvalho, född 22 november 1989, är en friidrottare från Brasilien. Hon deltog vid olympiska sommarspelen 2016.